# Felipe Aparicio Sarabia
Felipe Aparicio Sarabia   (1867 - 1945) fou un periodista i escriptor espanyol, que, des d'un opuscle que va publicar a Ciudad Real el 1886, signava amb el pseudònim El Bachiller Alcañices.
A partir de 1889 va viure a Xile, des d'on escriu les seves cròniques, llibres com la novel·la Memòrias de un… roto, que va publicar a Valparaíso en 1899, i també poemes, com els publicats el 1919 a La Ilustración Española y Americana.
Éssent redactor i corresponsal a Xile del diari ABC de Madrid, són freqüents les cròniques que signa a Valparaíso (des del 1916 al 1938), sempre amb el pseudònim d'El Bachiller Alcañices. Els seus van ser dels primers, el 1927, a emprar el terme “hispanitat” i Fiesta de la Raza, referint-se al 12 d'octubre. Altrament, el 1935 assegurava: «Jo no soc un xilè resident a Valparaíso que envia col·laboracions a ABC, sinó espanyol, redactor corresponsal del diari a Xile».

Durant la Guerra civil espanyola va col·laborar activament, des de Xile, amb el bàndol rebel. El seu pensament no només s'alinea incondicionalment amb els sollevats, sinó que va més enllà, i propugna una depuració social, que atesos alguns seus articles volia dir una depuració racial:
La guerra d'Espanya ha posat sobre la taula el problema impostergable de les purificacions... La població espanyola del futur ha de ser rígidament controlada. I per això cal partir de la purificació, o sigui una selecció prèvia que defineixi els habitants… no només a l'interior d'Espanya, sinó també a l'exterior… S'hi oposaran els indesitjables, els malvats…

## Obra
- Teatre: Aparicio, Felipe. «Apuesta» o Sainete cómico-lírico en un acto y dos cuadros, que lleva por título A la otra puerta.  Valparaíso: Imprenta Española, 1897.
- Novel·la: Aparicio, Felipe. Memorias de un… roto.  Valparaíso: Imprenta Gillet, 1899.
- Poesia: Aparicio, Felipe «Mi casita campesina. A las señoritas Laura y Cristina Echevarría Unzurrunzaga». La Ilustración Española y Americana, 14, 15-04-1919, pàg. 222.